# Hajbymania – ännu en julskiva
Hajbymania – ännu en julskiva är en skiva av Jävlaranamma, utgiven 1996. 

## Låtlista
1. "Stellan, Staffan, Jörgen, Kalle och Tom (Prebens råd)"
2. "Ännu en låt (riktiga killar)"
3. "A Christer carol"
4. "Denna sida upp (spänna på)"
5. "Å så en låt till (om vi hinner spela in den) (Hajbymania)"